# Stigma (Star Trek)
Stigma is de veertiende aflevering van het tweede seizoen van de Amerikaanse sciencefictiontelevisieserie Star Trek: Enterprise. Het is de 38e aflevering van de serie, voor het eerst uitgezonden in 2003.

## Verhaal
Bij een ongewenste intimiteit van Tolaris, de leider van een groep Vulcaanse vluchtelingen met overste T'Pol, in de vorm van een mind-meld, (lett. versmelting der geesten) (zie Fusion) blijkt T'Pol het Pa'narsyndroom opgelopen te hebben. Dit is een neurologische aandoening waar geen geneesmiddel voor bestaat. De USS Enterprise NX-01 bezoekt, mede om die reden, een medische conferentie. Dokter Phlox, die T'Pol behandelt, kan echter niet zomaar om onderzoeksrapporten naar de aandoening vragen (in de hoop zelf verder te komen met het onderzoek naar een geneesmiddel), omdat de aandoening bewijs is dat een mind-meld heeft plaatsgevonden. Dit wordt binnen de Vulcaanse cultuur gestigmatiseerd. Als bekend zou worden dat T'Pol het Pa'narsyndroom zou hebben, zou ze waarschijnlijk onder andere haar baan verliezen.
Tevens komt een van Phlox' vrouwen aan boord van de Enterprise, om een nieuwe microscoop te installeren. Tijdens deze werkzaamheden flirt zij met overste Trip Tucker, die daarmee niet op zijn gemak is en uiteindelijk Phlox hierover informeert. Hij blijkt echter niet boos te zijn, maar verrast, waarna hij Tucker eraan herinnert dat Denobulanen - het ras waar Phlox toe behoort - polygaam zijn en dat de menselijke seksuele moraal niet op hen van toepassing is. Uiteindelijk slaat Tucker alle voorstellen van Feezal, de vrouw in kwestie, af.
Later komen de Vulcaanse artsen op de conferentie erachter dat T'Pol in werkelijkheid Pa'nar heeft, waarna ze meteen dreigen dit te laten weten aan het Hoge Commando van Vulcan. Kapitein Jonathan Archer probeert daarna er alles aan te doen dit te voorkomen en de medische informatie alsnog te verkrijgen. In eerste instantie mislukt dit, maar later contacteert een van de artsen T'Pol stiekem en zegt dat hij zelf aan mind-melds doet. Als T'Pol verteld dat ze de ziekte door een onvrijwillige meld onderging, vraagt hij waarom ze dat niet gewoon zegt, waarna zij antwoordt dat ze daarmee de stigmatisering alleen maar in de hand zou werken en dit dus uit morele overwegingen niet doet. Yuris, de arts, besluit uiteindelijk aan de andere artsen te vertellen dat hij zelf mind-melds uitvoert, maar dat T'Pol niet schuldig is, omdat ze de daad niet vrijwillig onderging. Hiermee beschermt hij T'Pol ten koste van zichzelf. Dit stemt haar echter niet vrolijk; ze heeft nog steeds een ziekte die haar op de lange termijn zal doden en de stigmatisering blijft doorgaan.

## Achtergrondinformatie
- In het vierde seizoen (aflevering Kir'Shara) geneest T'Pol van de ziekte. Het blijkt dat het geneesmiddel al ontwikkeld was, maar bewust werd achtergehouden door de corrupte regering. Daar blijkt dat haar aandoening door een eenvoudige handeling is te genezen. Tegelijk komt ook een einde aan de stigmatisering, omdat het de macht van het Hoge Commando van Vulcan bij T'Pau komt te liggen, iemand die zelf lid van de minderheid is die aan mind-melds doet.
- Deze aflevering was tevens onderdeel van een campagne over de bekendheid van en het bewustzijn over hiv[1].

## Acteurs

### Hoofdrollen
- Scott Bakula als kapitein Jonathan Archer
- John Billingsley als dokter Phlox
- Jolene Blalock als overste T'Pol
- Dominic Keating als luitenant Malcolm Reed
- Anthony Montgomery als vaandrig Travis Mayweather
- Linda Park als vaandrig Hoshi Sato
- Connor Trinneer als overste Charles "Trip" Tucker III

### Gastrollen
- Melinda Page Hamilton als Feezal (Phlox' tweede vrouw)
- Michael Ensign als dr. Oratt
- Bob Morrisey als dr. Strom
- Jeffrey Hayenga als dr. Yuris

### Bijrollen

#### Bijrollen met vermelding in de aftiteling
- Lee Spencer als een Vulcaanse dokter

#### Bijrollen zonder vermelding in de aftiteling
- Patrick Barnitt
- Solomon Burke junior als bemanningslid Billy
- Roy Joaquin als bemanningslid van de Enterprise
- Louis Ortiz als een Vulcan
- Lidia Sabljic als bemanningslid van de Enterprise